# Jaden Hicks
Jaden Hicks (Las Vegas, 16 agosto 2002) è un giocatore di football americano statunitense che milita nel ruolo di safety per i Kansas City Chiefs della National Football League (NFL).

## Carriera universitaria
Hicks disputò una sola partita nella sua prima stagione a Washington State nel 2021 dopo di che passò l'anno come redshirt, potendo cioè allenarsi con la squadra ma non scendere in campo. Nel 2022 disputò come titolare 11 partite su 13, mettendo a segno 76 tackle, un intercetto e un sack. Nel 2023 rimase stabilmente titolare.

## Carriera professionistica

### Kansas City Chiefs
Hicks fu scelto nel corso del quarto giro (133º assoluto) del Draft NFL 2024 dai Kansas City Chiefs. Debuttò come professionista subentrando nella vittoria per 27-20 sui Baltimore Ravens del primo turno. La sua prima stagione si chiuse con 29 placcaggi, 3 intercetti e 5 passaggi deviati disputando tutte le 17 partite, di cui una come titolare.